# PGC 18431
LEDA/PGC 18431 ist eine spiralförmige Zwerggalaxie im Sternbild Taube am Südsternhimmel. Sie ist schätzungsweise 25 Millionen Lichtjahre von der Milchstraße entfernt. 